# Brunhilde Lenk
Brunhilde Lenk (* 21. Oktober 1903 in Wien; † vor dem 31. Mai 1983) war eine österreichische Althistorikerin.
Brunhilde Lenk studierte Geschichte und Klassische Philologie an der Universität Wien, wo sie am 25. März 1927 bei Josef Keil mit einer Dissertation über die Geschichte der kleinasiatischen Stadt Herakleia am Pontos zum Dr. phil. promoviert wurde. Anschließend arbeitete sie im Schuldienst. Als Althistorikerin verfasste sie eine Reihe von Studien, so über die Tyrannen von Herakleia am Pontos, über Kaiser Julians Vorstellungen vom Sonnengott und über Stämme und Topographie des Schwarzmeerraums. Sie verfasste mehrere Artikel für Paulys Realenzyklopädie der klassischen Altertumswissenschaft (RE), darunter einen Übersichtsartikel über die Geschichte und Bewohner Thrakiens. Sie wurde am evangelischen Teil des Wiener Zentralfriedhof bestattet.

## Schriften (Auswahl)
- Herakleia am Pontos. Versuch einer Darstellung der Stadtgeschichte. Wien 1927 (Dissertation)
- Die Tyrannen von Herakleia am Pontos. In: Mitteilungen des Vereines Klassischer Philologen in Wien. Band 4 (1927), S. 77–83; Band 5 (1928), S. 13–20
- Der Sonnengott in der Vorstellung des Kaisers Julian. In: Mitteilungen des Vereines Klassischer Philologen in Wien. Band 6 (1929), S. 117–118
- Thrake 3. In: Paulys Realencyclopädie der classischen Altertumswissenschaft (RE). Band VI A,1, Stuttgart 1936, Sp. 393–452.